# 北海道農事試験場
北海道農事試験場（ほっかいどうのうじしけんじょう）は、北海道にかつて設けられた公立の農業試験機関である。ここでは、後身の北海道農業試験場が1950年に国立と北海道立に分離するまでの歴史を述べる。

## 概要
北海道における農業試験研究は、官園や札幌農学校を中心に行われていたが、1882年に開拓使が廃止された後官園は整理縮小の道を歩み、1894年までに廃止された。一方で、1886年に北海道庁が設置されてからは、開拓が内陸に進むにしたがって新開地に試験場の新設が進められた。すなわち1886年には忠別農作試験場が、1895年には十勝農事試作場がそれぞれ新設された。また従来否定的であった稲作が奨励に転じたことから、1893年には上白石、真駒内および亀田に稲作試験場が新設され、さらに、同年には北海道に広く分布する泥炭地における試験を行うために、幌向（ほろむい）および対雁（ついしかり）に泥炭試験地が新設された。
その後、1989年に府県農事試験場国庫補助法が、1900年に拓殖10カ年計画がそれぞれ策定されたことから、全道的な視野に立った農業試験研究と農業技術普及を所轄するために、1901年に国費（北海道拓殖費）によって北海道農事試験場が設立された。あわせて地方費により北海道庁地方農事試験場が設立され、上川農事試作場をその本場とし、十勝および白石をその支場とする体制がとられた。その後も各地において試験場や試験地の改廃があったが、1910年には第1期北海道拓殖計画の実施に伴い、系統的な秩序ある試験研究を行う目的から、北海道庁立の4農事試験場を国費に移し北海道農事試験場の支場とした。同時に隔地試験地を本場の直轄とし、あわせて地方費により北海道庁立農事試作場を設立し、試験研究は本場－支場－試験地－試作場の系統で運営されることとなった。その後も隔地試験地等の新設や移管がおこなわれたが、1936年には北海道庁立農事試作場を農事試験場試作場とし、1942年には試作場を分場とし、さらには北海道庁種畜場、北海道庁種羊場を併合して、北海道農業試験場として農畜一体の総合試験場として再編された。
1945年に第二次世界大戦が終わり、食糧増産が至上課題となる中で、事業効率を高める狙いから、農林省費で地方の農事試験場に委託していた農林省指定試験を直営とするために、1947年に北海道農業試験場より札幌農業改良実験所が分離設置された。さらに、GHQの指令による全国的な試験場再編にあわせ、1950年には農林省が所管する国立の北海道農業試験場と、普通地方公共団体となった北海道庁が所管する北海道立農業試験場、北海道立種畜場、北海道立種羊場に分離された。
その沿革を日本国内の他の農業試験場と比べると、国立の試験場が農事・園芸・畜産等の分野別に農商務省や農林省により設置されて各地に支場をおき、その他に府県立の試験場が設置されていたのに対して、北海道農事試験場は拓殖費を扱った内務省により設置され、なおかつ内務省が所管していた旧北海道庁の地方費も合わせて運営されており、さらに他の国立の農業試験場が農畜一体の総合試験場となったのが第二次世界大戦後であったのに対して、北海道では第二次世界大戦中に総合化されていたなど、特異な経緯を持つ。

## 沿革

### 本場
- 1901年 - 北海道農事試験場が国費（北海道拓殖費）により札幌区（現・札幌市北区）北18条に設置される。
- 1910年 - 北海道農事試験場を本場とし、上川、十勝、北見、渡島の各地方費（北海道庁立）試験場を国費に移し支場とする。
- 1926年 - 本場が札幌郡琴似村（現・札幌市西区琴似）へ移転する。移転跡地は札幌原種圃として使用される（後述）。
- 1936年 - 北海道庁立農事試作場を地方費支弁のまま北海道農事試験場試作場とする。
- 1942年 - 北海道農事試験場、北海道庁種畜場、北海道庁種羊場が併合され、北海道農業試験場が設置される。試作場を分場と改称する。
- 1947年 - 農林省委託（指定）試験が札幌農業改良実験所として分離される。
- 1950年 - 国立（農林省）と北海道立に分離される。農林省北海道農業試験場に札幌農業改良実験所を併合する。

### 支場
北海道農事試験場上川支場
北海道立総合研究機構農業研究本部上川農業試験場を参照
北海道農事試験場十勝支場
北海道立総合研究機構農業研究本部十勝農業試験場を参照
北海道農事試験場北見支場
北海道立総合研究機構農業研究本部北見農業試験場を参照
北海道農事試験場渡島支場
北海道立総合研究機構農業研究本部道南農業試験場を参照
北海道農事試験場根室支場
北海道立総合研究機構農業研究本部根釧農業試験場を参照

### 試験地等
養蚕場
1871年 - 養蚕場が開拓使により丘珠村（現・札幌市東区丘珠町）に設置される。
1875年 - 丘珠村の養蚕場を廃し、札幌浜益通り（現・札幌市中央区北1条西8丁目）に札幌養蚕場を設ける。
1882年 - 開拓使の廃止により、農商務省の所管となる。
1886年 - 北海道庁に移管する。
1889年 - 中央区北1条西19丁目に移転し、札幌蚕業伝習所に改称する。
1892年 - 札幌養蚕伝習所に改称する。
1901年 - 北海道庁農事講習所に改称する。
1912年 - 庁舎を火災で焼失する。
1913年 - 庁舎を再建する。
1908年 - 北海道庁立札幌農事講習所に改称する。
1910年 - 国費に移し、北海道農事試験場蚕業講習所とする。
1917年 - 北海道農事試験場蚕業部とする。
1922年 - 中央区北1条西19丁目の桑園を本場に移設する。
1935年 - 蚕業に関する試験を縮小し、種芸部に統合する。
市来知桑園
1904年 - 北海道庁農事講習所付属市来知模範桑園が空知郡三笠山村大字市来知村（現・三笠市宮本町）に設置される。
1910年 - 北海道農事試験場蚕業講習所附属市来知桑園に改称される。
1917年 - 北海道農事試験場市来知桑園に改称される。
1935年 - 市来知原種圃とする。
1949年 - 周辺の市街化により原種圃が廃止される。
上白石稲作試験場、真駒内稲作試験場、亀田稲作試験場
1893年 - 上白石稲作試験場が札幌郡上白石村（現・札幌市白石区）に、真駒内稲作試験場が平岸村（現・札幌市南区）真駒内の北海道庁種畜場内に、亀田稲作試験場が亀田郡七飯村（現・七飯町）の種畜場七重分場内に、それぞれ地方費により設置される。
1894年 - 亀田稲作試験場が廃止される。
1898年 - 上白石農事試作場に改称し、真駒内をその分場とする。
1901年 - 北海道庁地方農事試験場白石分場、同附属真駒内試験地に改称する。
1902年 - 白石分場および真駒内試験地が廃止される。
幌向泥炭試験地
1893年 - 幌向泥炭試験地が空知郡幌向村（現・岩見沢市）に設置される。
1896年 - 試験地が廃止される。
対雁泥炭試験地
1893年 - 対雁泥炭試験地が札幌郡対雁村（現・江別市）に設置される。
1910年 - 業務が琴似泥炭地試験地に移管され、試験地が廃止される。
火山灰地農事試験場
1903年 - 火山灰地農事試験場が勇払郡安平村（現・安平町）早来に設置される。
1910年 - 北海道農事試験場早来火山灰地試験地に改称される。
1942年 - 北海道農業試験場早来火山灰地試験地に改称される。
1950年 - 北海道立早来原種農場とし、北海道農業試験場農芸化学部火山灰地研究室を併置する。
1952年 - 火山灰地研究室を北海道立農業試験場十勝支場分室（旧幸震甜菜試験地）に移転する。
1965年 - 原種農場が廃止される。跡地は早来町農業技術センターとなる。
幸震高丘地試験地
1907年 - 幸震高丘地試験地が河西郡大正村幸震（現・帯広市大正町）に設置される。
1908年 - 北海道庁立十勝農事試験場幸震高丘地試験地に改称される。
1910年 - 北海道農事試験場十勝支場幸震高丘地試験地に改称される。
1942年 - 北海道農業試験場十勝支場幸震高丘地試験地に改称される。
1950年 - 試験地が廃止され、跡地は北海道立大正原種農場となる。
北海道農事試験場琴似泥炭地試験地
1910年 - 札幌郡琴似村（現・札幌市西区）発寒に設置される。
1926年 - 試験地が廃止される。
北海道農事試験場琴似園芸試験地
1912年 - 札幌郡琴似村（現・札幌市西区）琴似に設置される。
1921年 - 模範果樹園を開設する。
1930年 - 琴似村（現・札幌市西区）発寒に移転する。
第2次世界大戦中 - 用地の一部が軍需会社に転用される。
1950年 - 北海道農業試験場園芸作物研究室の所属となる。
1967年まで - 試験地が廃止される。
北海道農事試験場美唄泥炭地試験地
1919年 - 空知郡沼貝村（現・美唄市）茶志内原野に設置される。
1942年 - 北海道農業試験場美唄泥炭地試験地に改称される。
1950年 - 北海道農業試験場農芸化学部泥炭地研究室に改称される。
数回の所属・名称変更を経て、北海道農業研究センター美唄試験地として現存する。
北海道庁種畜場北見分場
1907年 - 常呂郡訓子府村（現・訓子府町）に種畜場用地を確保する。
1913年 - 一部に小作人を入れ開墾を始める。
1917年 - 馬政局十勝種馬牧場北見分厩が開設される。
1923年 - 廃止する。
1924年 - 北海道庁種畜場北見分場が開設される。
1942年 - 北海道農業試験場北見種馬育成所となる
1950年 - 北海道立種畜場訓子府分場となる。
1955年 - 用地の一部に北海道立農業試験場北見支場が移転する。
1958年 - 北海道立新得種畜場訓子府分場と改称する。
1961年 - 訓子府分場が廃止される。
札幌原種圃（北海道農事試験場本場跡地）
1901年 - 北海道農事試験場本場として札幌区（現・札幌市北区）北18条に設置される。
1925年 - 北海道農事試験場本場が琴似村へ移転し、跡地は札幌原種圃として運営される。
1942年 - 島松試験地よりトウモロコシ試験を分離し、札幌原種圃内に北海道農業試験場札幌玉蜀黍試験地が設置される。
1947年 - 札幌玉蜀黍試験地が札幌農事改良実験所札幌試験地となる。
1950年 - 札幌農事改良実験所札幌試験地を農林省北海道農業試験場に統合し、業務を月寒試験地に新設された畜産部に移す。札幌原種圃を北海道立農業試験場原々種農場札幌分場に改組し、北海道立農業試験場種芸部を併置する。
1952年 - 原々種農場札幌分場を廃止し、種芸部が単置となる。
1964年 - 北海道立中央農業試験場畑作部・園芸部に改称される。
1966年 - 夕張郡長沼町に移転し、試験地が廃止される。
その後、跡地は北海道札幌工業高等学校や北海道立総合研究機構の研究施設群（研究団地）に利用されている。
北海道庁立和寒除虫菊試験地
1934年 - 上川郡和寒村（現・和寒町）菊野に設置される。
1936年 - 北海道農事試験場和寒除虫菊試験地に改称される。
1942年 - 北海道農業試験場和寒除虫菊試験地に改称される。
1947年 - 札幌農業改良実験所除虫菊試験地となる。
1950年 - 北海道農業試験場遠軽試験地に業務を移管し、試験地が廃止される。
北海道農事試験場島松馬鈴薯玉蜀黍試験地
1937年 - 千歳郡恵庭村（現・恵庭市）島松に設置される。
1942年 - トウモロコシ試験を札幌試験地に移し、北海道農業試験場島松馬鈴薯試験地に改称される。
1947年 - 札幌農事改良実験所島松試験地となる。
1950年 - 北海道農業試験場の所属となり、作物部普通作物第4研究室に改称される。
この間 - 数回の所属・名称変更と同一町内での移転がある。
1997年 - ばれいしょ育種研究室が河西郡芽室町に移転し、試験地が廃止される。
北海道農業試験場紋別重粘地試験地
1942年 - 紋別郡紋別町（現・紋別市）小向に設置される。
1950年 - 北海道農業試験場農芸化学部重粘地研究室に改称される。
この間 - 研究室の名称と所属が数回変更される。
2010年 - 北海道農業研究センター紋別試験地が廃止される。
北海道農業試験場岩見沢水稲試験地
北海道立総合研究機構中央農業試験場岩見沢試験地を参照
北海道農業試験場女満別麦類試験地
1943年 - 網走郡女満別村（現・大空町）に設置される。
1950年 - 廃止され、跡地に北海道立農業試験場原々種農場女満別分場が設置される。
1955年 - 原々種農場分場が士別市に移転され、跡地に北海道立農業試験場北見支場大麦指定試験地が設置される。
1959年 - 北見支場の常呂郡訓子府町への移転に伴い、同時に移転し、試験地が廃止される。
北海道農業試験場幸震甜菜試験地
1943年 - 河西郡大正村幸震（現・帯広市大正町）に、北海道興農工業株式会社の寄付により設置される。
1950年 - 北海道立農業試験場十勝支場分室となる。
1953年 - 北海道農業試験場農芸化学部火山灰地研究室となる。
1959年 - 研究室が河西郡芽室町に新設された北海道農業試験場畑作部へ移転し、試験地が廃止される。跡地は帯広畜産大学実習圃場となる。
北海道農業試験場喜茂別傾斜地試験地
1948年 - 虻田郡喜茂別町知来別に地方費により設置される。
1950年 - 北海道農業試験場農芸化学部傾斜地研究室に改称される。
1965年 - 研究室が廃止される。
北海道農業試験場月寒試験地
1906年 - 農商務省月寒種牛場が札幌郡豊平町（現・札幌市豊平区）に設置される。
1908年 - 月寒種畜牧場に改称される。
1916年 - 月寒種畜牧場が廃止され、畜産試験場北海道支場が設置される。
1919年 - 畜産試験場北海道支場内に月寒種羊場が併置される。
1924年 - 畜産試験場北海道支場が廃止され、月寒種羊場が単置となる。
1931年 - 月寒種羊場が農林省種羊場に改称される。
1946年 - 農林省種羊場が廃止され、農林省月寒種畜牧場が設置される。
1949年 - 農林省月寒種畜牧場が廃止され、跡地等が北海道農業試験場に移管され、月寒試験地とする。
1950年 - 農林省北海道農業試験場が発足する。畜産部を月寒試験地に設置し、札幌農事改良実験所本場のえん麦・ライ麦試験および同札幌試験地のトウモロコシの品種改良試験を移管する。
1966年 - 農林省北海道農業試験場本場が琴似より当地に移転する。
その後は北海道農業研究センターを参照
北海道農業試験場遠軽試験地
1935年 - 農林省北見種馬所として紋別郡遠軽町向遠軽に設置される。
1949年 - 農林省遠軽種畜牧場の廃止により北海道農業試験場に移管される。
1950年 - 札幌農事改良実験所北見試験地の薄荷と、同和寒試験地の除虫菊の品種改良試験を移管し、北海道農業試験場作物部特用作物第2研究室となる。
1951年 - 敷地が警察予備隊の駐屯地に転用されるため、町内福路に移転する。
この間 - 研究室の名称が数回変更される。
1997年 - 遺伝資源利用研究室が河西郡芽室町に移転し、試験地が廃止される。
札幌農事改良実験所
1947年 - 札幌農事改良実験所が農林省委託（指定）試験を統合し農林省により開設される。本所（琴似、小麦、燕麦、ライ麦、蔬菜）および、札幌（トウモロコシ）、島松（馬鈴薯）、上川（上川支場に併置、水稲）、北見（北見支場に併置新設、薄荷）、和寒（除虫菊）の各試験地が配置される。
1950年 - 廃止し、各研究室が北海道農業試験場に移管される。水稲は琴似に、薄荷・除虫菊は遠軽に、トウモロコシは月寒に移す。馬鈴薯はそのまま島松に配置される。
北海道勇払開拓試験場
1947年 - 北海道勇払開拓試験場が北海道開拓部により苫小牧市に設置される。
1949年 - 北海道農業試験場勇払開拓試験地となる。試験地が廃止される。